# Sistema horário catalão
O sistema horário catalão, também chamado de sistema do campanário, é a maneira tradicional de indicar a hora em catalão e é exclusivo dessa língua. Nesse sistema, o horário é indicado com base em frações de um quarto e de meio quarto de hora.
Assim, por exemplo, para expressar 10:15, se diz "son un quart d'onze" ("são um quarto das onze"); 12:30 é "dos quarts d'una" ("dois quartos da uma") e 19:52 são "tres quarts i set minuts de vuit" ("três quartos e sete minutos das oito"). Portanto, as frações horárias correspondem à hora já iniciada, já que a hora cheia marcada pelo relógio indica o final do período, e a ordem seguida na frase é sempre "quartos + minutos + hora posterior à atual".
A origem desse sistema está nos primeiros relógios mecânicos, que indicavam as horas e os quartos com badaladas, emitindo um aviso sonoro a cada quarto de hora (primeiro quarto, segundo quarto, terceiro quarto) e finalmente na hora cheia. Assim, dizia-se, por exemplo, que haviam "soado os três quartos" de determinada hora.